# Tôn thức Thái cực quyền
Tôn thức Thái cực quyền, Tôn gia Thái cực quyền hay Tôn thị Thái cực quyền (孫式, 孫家, 孫氏 太極拳), còn gọi là Khai hợp hoạt bộ Thái cực quyền (開合活步太極拳), là dòng phái Thái cực quyền của dòng họ Tôn Trung Quốc, được Tôn Phước Toàn, tự là Lộc Đường xiển dương, phát triển trên cơ sở Võ thức Thái cực quyền học từ Hác Vi Chân dung hợp với Hình ý quyền và Bát quái chưởng.

## Lịch sử
Tôn Phước Toàn (Sun Fuquan 孫福全), tự là Lộc Đường (Sun Lu-t'ang hoặc Sūn Lùtáng 孫祿堂, 1861-1932), vãn hiệu Hàn Trai, là người huyện Hoàn, tỉnh Hà Bắc. Từ nhỏ ông đã say mê võ thuật, theo Lý Khôi Viên học Hình ý quyền (Xingyiquan 形意拳) và có cơ duyên thụ giáo thầy Quách Văn Thâm, vốn là tôn sư của Lý Khôi Viên, được Quách Văn Thâm chân truyền tuyệt kỹ. Về sau, Tôn Lộc Đường lại theo thầy Trình Diên Hoa học Bát quái chưởng (Bāguàzhăng 八卦掌) và đã mang công phu thâm hậu sau nhiều năm luyện tập.
Trong những năm tiếp theo Tôn Lộc Đường tiếp tục theo học Võ thức Thái cực quyền từ Hác Vi Chân. Say mê nghiên cứu, tiên sinh đã tinh thông ảo diệu cả ba hệ quyền thuật, dung hợp thành một mà sáng tạo ra Tôn thức Thái cực quyền.

## Đặc điểm
Tôn thức Thái cực quyền có bộ pháp tới lui theo nhau, bước tới thì chân sau theo, bước lui thì chân trước rút về, khá gần với kỹ thuật đạp bộ của Vịnh Xuân quyền. Kỹ pháp của Tôn thức Thái cực thư thái, tròn trịa, linh hoạt, nhanh nhẹn, tự nhiên. Lúc luyện hai chân hư-thực phân biệt rõ ràng. Quyền thức giống như mây bay nước cuốn, liên tục không ngừng, mỗi lúc chuyển thân lại lấy các chiêu "khai" và "hợp" tiếp nhau, nên còn được gọi là Khai hợp hoạt bộ Thái cực quyền.

## Quyền thức
| TT | Tên chiêu thức                                                        | TT | Tên chiêu thức (tiếp)                                           | TT | Tên chiêu thức (tiếp)                             |
| -- | --------------------------------------------------------------------- | -- | --------------------------------------------------------------- | -- | ------------------------------------------------- |
| 1  | Khởi thế Thế khởi đầu                                                 | 34 | Hợp thủ                                                         | 67 | Vân thủ Tay chuyển động như mây bay               |
| 2  | Lãn trát y Lười mặc áo ngoài                                          | 35 | Đơn tiên                                                        | 68 | Vân thủ hạ thế Tay như mây trong thế hạ xuống     |
| 3  | Khai thủ Tay mở ra                                                    | 36 | Vân thủ                                                         | 69 | Kim kê độc lập Gà vàng đứng một chân              |
| 4  | Hợp thủ Tay hợp lại                                                   | 37 | Cao thám mã Xoa đầu ngựa                                        | 70 | Đảo niện hầu                                      |
| 5  | Đơn tiên Một cây roi                                                  | 38 | Hữu khởi cước Đá bên phải                                       | 71 | Thủ huy tỳ bà (hữu thức)                          |
| 6  | Đề thủ thượng thức Thức nâng tay lên                                  | 39 | Tả khởi cước Đá bên trái                                        | 72 | Bạch hạc lượng sí                                 |
| 7  | Bạch hạc lượng sí Hạc trắng xòe cánh                                  | 40 | Chuyển thân đặng cước Xoay người đá bằng gót chân               | 73 | Khai thủ                                          |
| 8  | Khai thủ                                                              | 41 | Tiến bộ đả chùy Bước chân lên đánh chùy                         | 74 | Hợp thủ                                           |
| 9  | Hợp thủ                                                               | 42 | Phiên thân hữu khởi cước Xoay người đá chân phải                | 75 | Lâu tất ảo bộ (tả thức)                           |
| 10 | Lâu tất ảo bộ (tả thức) Bước nghịch quét qua đầu gối (thức trái)      | 43 | Phi thân phục hổ Dời người hổ nằm phục                          | 76 | Thủ huy tỳ bà                                     |
| 11 | Thủ huy tỳ bà (tả thức) Tay gảy đàn tỳ bà (thức trái)                 | 44 | Tả khởi cước                                                    | 77 | Tam thông bối                                     |
| 12 | Tiến bộ ban lan chùy Bước lên gạt ngăn chặn đấm                       | 45 | Chuyển thân hữu đặng cước Xoay người đá chân phải bằng gót chân | 78 | Lãn trát y                                        |
| 13 | Như phong tự bế Giống như ngăn giống như chặn                         | 46 | Thượng bộ ban lan chùy                                          | 79 | Khai thủ                                          |
| 14 | Bảo hổ thôi sơn Ôm cọp đẩy núi                                        | 47 | Như phong tự bế                                                 | 80 | Hợp thủ                                           |
| 15 | Khai thủ                                                              | 48 | Bão hổ thôi sơn                                                 | 81 | Đơn tiên                                          |
| 16 | Hợp thủ                                                               | 49 | Khai thủ (hữu chuyển)                                           | 82 | Vân thủ                                           |
| 17 | Lâu tất ảo bộ (hữu chuyển) Bước nghịch quét qua đầu gối (chuyển phải) | 50 | Hợp thủ                                                         | 83 | Cao thám mã                                       |
| 18 | Lãn trát y                                                            | 51 | Lâu tất ảo bộ (hữu chuyển)                                      | 84 | Thập tự bãi liên Hình chữ "thập", tạt lá sen      |
| 19 | Khai thủ                                                              | 52 | Lãn trát y                                                      | 85 | Tiến bộ chỉ đáng chùy Bước lên đánh vào bụng dưới |
| 20 | Hợp thủ                                                               | 53 | Khai thủ                                                        | 86 | Thối bộ lãn trát y                                |
| 21 | Đơn tiên                                                              | 54 | Hợp thủ                                                         | 87 | Khai thủ                                          |
| 22 | Chẩu hạ khán chùy Chùy nhìn dưới chỏ                                  | 55 | Tà đơn tiên                                                     | 88 | Hợp thủ                                           |
| 23 | Đảo niện hầu (tả thức) Đuổi khỉ lui lại (thức trái)                   | 56 | Dã mã phân tông Ngựa hoang lắc bờm                              | 89 | Đơn tiên                                          |
| 24 | Đảo niện hầu (hữu thức) Đuổi khỉ lui lại (thức phải)                  | 57 | Lãn trát y                                                      | 90 | Đơn tiên hạ thế                                   |
| 25 | Thủ huy tỳ bà (hữu thức)                                              | 58 | Khai thủ                                                        | 91 | Thượng bộ thất tinh                               |
| 26 | Bạch hạc lượng sí                                                     | 59 | Hợp thủ                                                         | 92 | Thối bộ khóa hổ                                   |
| 27 | Khai thủ                                                              | 60 | Đơn tiên                                                        | 93 | Chuyển giác bãi liên Đổi góc tạt lá sen           |
| 28 | Hợp thủ                                                               | 61 | Hữu thông bối chưởng Chưởng thông qua lưng (trái)               | 94 | Loan cung xạ hổ Giương cung bắn cọp               |
| 29 | Lâu tất ảo bộ (tả thức)                                               | 62 | Ngọc nữ xuyên thoa Thiếu nữ đưa thoi                            | 95 | Song chàng chùy Hai chùy đụng nhau                |
| 30 | Thủ huy tỳ bà (tả thức)                                               | 63 | Lãn trát y                                                      | 96 | Âm dương hỗn nhất Âm dương trộn lại làm một       |
| 31 | Tam thông bối Ba lần thông suốt lưng                                  | 64 | Khai thủ                                                        | 97 | Thâu thức Thế thu lại                             |
| 32 | Lãn trát y                                                            | 65 | Hợp thủ                                                         |    |                                                   |
| 33 | Khai thủ                                                              | 66 | Đơn tiên                                                        |    |                                                   |

## Kỹ thuật thôi thủ
Công phu thôi thủ của Tôn thức Thái cực quyền gồm Định bộ thôi thủ và Hoạt bộ thôi thủ.